# Can Sala (Premià de Dalt)
Can Font és una obra noucentista de Premià de Dalt (Maresme) protegida com a bé cultural d'interès local.

## Descripció
Casa que sobresurt pel seu gran volum i les seves grans dimensions. Està formada per una planta baixa i dos pisos. Coberta per una teulada de dues vessants amb el carener paral·lel a la façana, on la línia de la teulada es trenca per formar un petit frontó que trenca la sensació d'estructura cúbica. Sobresurt un ampli voladís de la teulada amb bigues de fusta. La façana combina les finestres i el portal de mig punt amb els balcons amb llindes. S'ha de fer notar la gran longitud dels murs laterals i la gran quantitat de finestres que s'obren.
L'interès de l'edifici recau en els esgrafiats que recorren les línies principals de l'edifici i coronen les parts més importants. Fonamentalment són garlandes de tipus floral amb alguns ocells molt ben conservats.